# フランク・ブリッジ
フランク・ブリッジ（Frank Bridge, 1879年2月26日 - 1941年1月10日）は、イギリスの作曲家、弦楽奏者、指揮者。ホルストやヴォーン・ウィリアムズらによる民謡に依拠した作風が20世紀初頭のイギリス楽壇の主流となる中にあって、同時代のヨーロッパ大陸のさまざまな新音楽（フランス印象主義、ロシア象徴主義、ドイツ表現主義）に触発されつつ、独自の前衛音楽を貫いた。このため存命中は、ベンジャミン・ブリテンの恩師としてのみ名を残すも、作曲家としては孤立し、ほとんど顧みられなかった。だが1970年代に「前衛の衰退」が叫ばれる中、ポスト・マーラー世代の忘れられた作曲家の一人として、その進歩性が再評価されるようになる。

## 生涯
ブライトン出身。父親は避暑地に勤める指揮者（またはバンドマスター）であった。ロンドンに上京して王立音楽大学に進み、1899年から1903年までチャールズ・ヴィリアーズ・スタンフォードの薫陶を受ける。ヴィオラ奏者としてイギリス弦楽四重奏団に加わったほか、ヨアヒム四重奏団の補助要員も務めた。また指揮者としても活動し、エリザベス・クーリッジ夫人の援助のもとに作曲に没頭できるようになるまでは、ヘンリー・ウッドの代理を務めることもあった。特定の教育機関に属さず、フリーランスの音楽教師としても活躍し、とりわけ高弟ベンジャミン・ブリテンが著名である（青年時代のブリテンに、ウィーン往きとアルバン・ベルクの許での留学を薦めたのがブリッジであったとも言われる）。1941年1月10日にイーストボーンにて他界した。
ブリテンは、恩師の作品を擁護すべく尽力し、「フランク・ブリッジの主題による変奏曲」（1937年）に、ブリッジの「弦楽四重奏のための3つの牧歌」（1906年）から第2曲を用いたり、恩師のその他の作品を上演したりした。とりわけ、ロストロポーヴィチとの共演による、「チェロ・ソナタ ニ短調」（1913年 - 17年）の録音は有名である。

## 作品
管弦楽曲「海 The Sea 」（1911年）やチェロ協奏曲「祈り Oration 」（1930年）、児童向けオペラ「クリスマス・ローズ The Christmas Rose 」（1929年完成、1932年初演）といった大作があるものの、今日では室内楽の作曲家として高く評価されている。
初期作品では、恩師スタンフォードやブラームス、サン＝サーンスらの影響のもとに、後期ロマン派音楽の流れに沿って作風を繰り広げたが、第一次世界大戦に打撃を受けたことを機に次第に調性の浮遊した作品が増え、後期作品では、たとえば新ウィーン楽派に影響された「弦楽四重奏曲 第3番」（1926年）や「同 第4番」（1937年）のように、和声的に見て急進的で、非常に個性的になっている。ヴィオラ奏者として、ドビュッシーやラヴェルの弦楽四重奏曲のイギリス初演にもかかわった経験から、これらの作品（とりわけ和声法）にも影響されている。戦死した親友アーネスト・ファーラーを偲んで作曲された「ピアノソナタ」（1922年 - 25年）や、「小川の枝垂れ柳 There is a willow grows aslant a brook 」（1927年）では、たとえばハ短調の主和音とニ長調のそれを組み合わせたような、合成和音の鋭い響きへの好みが認められ（「ブリッジ和音」）、結果的にスクリャービンの後期やロスラヴェッツの初期の作風に似ている。有名な「ピアノ三重奏曲第2番」（無調、1929年）は、同時期のシマノフスキの作品に似て、聴き手を眠りに誘なうような、静かでゆっくりとした、中東風の楽章から始まる。左手のためのピアノ曲集「3つの即興 Three Improvisations」（1919年）は、舘野泉の舞台復帰の契機となった作品として有名になった。

## 主要作品一覧
1. 弦楽四重奏曲第1番の副題は、イタリアで催された作曲コンテストに入賞したことにちなむ。ブリッジがボローニャ四重奏団のメンバーだったというわけではない。
2. 初期の室内楽曲に「ファンタジー」という名称の単一楽章の作品が多いが、これらは作曲コンクールの提出作品として、そのような規定に従ったためである。この場合の「ファンタジー」は、「幻想曲」という近代的な意味でなく、16世紀イギリス・ルネサンス音楽への復古的な意図がこめられていた。古風な綴りもそれによっている。

### 管弦楽曲、協奏的作品
- 交響組曲「海」 'The Sea', symphonic suite （1910-11） ※ブリテンの『4つの海の間奏曲』（『ピーター・グライムズ』から）への影響が指摘されている。
- 交響詩「夏」 'Summer', symphonic poem （1914）
- 弦楽合奏のための「哀歌」：ルシタニア号沈没の犠牲者キャサリンの追憶に Lament for string orchestra （1915）
- 管弦楽のための二つの詩曲 Two Poems for orchestra （1916）
- 狂詩曲「春よ来い（早春）」 rhapsody 'Enter spring' （1927）
- 弦楽合奏のためのクリスマス舞曲「サー・ロジャー・ド・カヴァリー」 'Sir Roger de Coverley' - Christmas dance （1922）
- 悲歌的協奏曲「祈り（オランダ語版）」 'Oration: Concerto Elegiaco' （1930）
- ピアノと管弦楽のための狂詩曲「幻影」'Phantasm', rhapsody （1931）

### 室内楽曲

#### 弦楽四重奏曲
- 3つのノヴェレッテ Three Novelletten （1904）
- ファンタジー ヘ短調 Phantasy for string quartet （1905）
- 弦楽四重奏のための「3つの牧歌」 Three Idylls （1906）
- 弦楽四重奏曲 第1番「ボローニャ」ホ短調 String Quartet No. 1 'Bologna' （1906）
- 弦楽四重奏曲 第2番 ト短調 String Quartet No. 2 （1915）
- 弦楽四重奏曲 第3番（無調） String Quartet No. 3 （1926）
- 弦楽四重奏曲 第4番（無調） String Quartet No. 4 （1937）
- ロンドンデリーの歌（民謡編曲） An Irish Melody "Londonderry Air" （1908）
- 横町のサリー（民謡編曲） Sally in Our Alley （1912）
- 熟したさくらんぼ（民謡編曲） Cherry Ripe （1916）

#### ピアノつきアンサンブル作品
- ピアノ五重奏曲 ニ短調 Piano Quintet （1904/12）
- ピアノ四重奏のためのファンタジー 嬰ヘ短調 Phantasie Piano Quartet （1910-11）
- ピアノ三重奏のためのファンタジー（ピアノ三重奏曲 第1番）ハ短調 Phantasie Trio （1907年ごろ）
- ピアノ三重奏曲 第2番（無調） Piano Trio No. 2 （1929）

#### その他
- 弦楽六重奏曲 String Sextet （1906/12）
- 弦楽五重奏曲 String Quintet （1901）
- チェロ・ソナタ Sonata for Cello and Piano （1913-1917）
- ヴィオラとピアノのための「沈思せる人」 Pensiero （1905）
- ヴィオラとピアノのための「アレグロ・アパッショナート」 Allegro Appassinato （1908）
- 2つのヴィオラのための「哀歌」 Lament for two violas （1912）

### ピアノ曲
- 3つのスケッチ　three sketches （1906）
- 4つの個性的な小品　four characteristic pieces （1915）
- おとぎ話組曲　A Fairy Tale （1917）
  - プリンセス (The Princess: Allegretto con moto)
  - 人食い鬼 (The Ogre: Allegro deciso)
  - 魔法 (The Spell: Adagio e sostenuto)
  - プリンス (The Prince: Allegro giocoso)
- 3つの抒情詩　three lyrics （1921）
- ピアノ・ソナタ　piano sonata （1925）

### 歌曲
- 過ぎ去るな､幸せなこの日よ

### 合唱曲
- 合唱と管弦楽のための「祈り」  'A Prayer' for chorus and orchestra （1916）